# Contea autonoma mulao di Luocheng
La contea autonoma mulao di Luocheng (罗城仫佬族自治县S, Luóchéng Mùlǎozú ZìzhìxiànP) è una contea della Cina, situata nella regione autonoma di Guangxi e amministrata dalla prefettura di Hechi.